# Platacanthomys lasiurus
Platacanthomys lasiurus é uma espécie de roedor da família Platacanthomyidae.
Endêmico do sudoeste da Índia, pode ser encontrado em florestas abaixo dos 914 metros de altitude, nos Gates Ocidentais dos estados de Tamil Nadu, Kerala e Karnataka.